# Verchnie Mandrogi
Verchnie Mandrogi (in lingua russa Верхние Мандроги) è una città di 2 700 abitanti localizzata nell'Oblast' di Leningrado, in Russia. In italiano viene chiamata anche Mandroga.
Questo grazioso paesino si trova in un meandro del fiume Svir', è caratterizzato dalle ”isbe”, tipiche case rurali costruite con legnami della Carelia.
Mandroga offre una piacevole sosta ai viaggiatori: folklore, souvenir, il museo della vodka ed un piccolo zoo. Passeggiando tra le case colorate si potranno vedere gli artigiani nei loro tradizionali costumi dedicarsi ai loro manufatti come fanno da secoli.